# Soanierana Ivongo
Soanierana Ivongo, grad s 37 168 stanovnika na sjeveroistoku Madagaskara u Provinciji Toamasini i Regiji Analanjirofo, upravno središte istoimenog Distrikta Soanierana Ivongo.
Grad je najpoznatiji kao polazna točka turista za otok Nosy Boraha (l’Île Sainte Marie), te kao krajnja točka dokle ide asfaltirana magistrala br. 5 na istočnoj obali. Većinsko stanovništvo ove ruralne općine (kaomina) su pripadnici malgaškog naroda Betsimisaraka.

## Povijest
Soanierana Ivongo se kao naselje počela formirati početkom 20. stoljeća kad je odabrana za upravno središte tog okruga, u doba francuske kolonijalne uprave. Tad su izgrađene prve čvrste građevine od cigle za smještaj uprave i policije i otvorena prva škola, ambulanta, crkva i trgovina. Zbog iznimno jakih ciklona Soanierana Ivongo ni danas nema izraženi urbani izgled, jer su sve kuće niske. Naselje se nalazi na desnoj obali estuarija rijeke Marinbona, na poluotoku koji ulazi u Indijski ocean. Većina aktivnosti u gradu vezana je uz malu luku iz koje polaze brodovi za nedaleki otok Nosy Borahu, te skela koja prevozi putnike na drugu obalu rijeke jer nema nikakvog mosta preko rijeke. Rijetki putnici automobilom za Mananaru Avaratru (117 km sjevernije) moraju tu pričekati na prijevoz skelom, na raspolaganju su im par restorana i tri manja hotela. Najveća atrakcija mjesta je godišnji festival kitova u rujnu, kad uz obalu nahrupe brojni grbavi kitovi s Antarktike i Indijskog oceana.

## Geografska i klimatska obilježja
Soanierana Ivongo se nalazi na sjeveroistočnoj obali Madagaskara, udaljena oko 170 km sjeverno od provincijskog središta Toamasine i oko 483 km od glavnog grada Antananariva. Naselje leži na ušću rijeke Marinbona u Indijski ocean, u obalnoj ravnici. Klima je tipična tropska sa stalnim dnevnim kišama i visokim temperaturama tijekom cijele godine. Od rujna do studenog traje najsušnije razdoblje, dok od veljače do travnja padne najviše oborina. Prosječna dnevna temperatura je relativno konstantna cijelu godinu, iako je malo hladnije u srpnju i kolovozu kad je prosječna temperatura oko 24°C. Nešto toplije je u siječnju i veljači kad temperature dosežu u prosjeku 30°C. Sezona uragana traje od siječnja do travnja.

## Gospodarstvo i promet
Soanierana Ivongo je posljednje naselje do kojeg vodi državna cesta br. 5 uz obalu Indijskog oceana i luka za otok Nosy Borahu. Luka služi i manjim riječnim brodovima koji održavaju promet s unutrašnjošću rijekom Marinbona. 
Većina stanovnika (oko 80%) bavi se poljoprivredom na malim obiteljskim imanjima, na kojima uzgajaju klinčić i liči te nešto manje kave, riže i vanilije. U uslužnom sektoru i upravi zaposleno je 15% stanovnika, a ribarstvom se bavi 5% stanovnika.
Pored grada pedesetak kilometara u pravcu sjeveroistoka nalazi se Nacionalni park Ambatovaki, do kojeg je moguće doći jedino terenskim vozilima.

## Vanjske poveznice
- Madagascar. Accueil à Soanierana Ivongo, na portalu Tourisme Mada  Arhivirana inačica izvorne stranice od 30. listopada 2011. (Wayback Machine)
- River ferry, Soanierana-Ivongo, Madagascar, na portalu YouTube